# 이호원 (1991년)
이호원(李浩沅, 1991년 3월 28일 ~ )는 대한민국의 가수이자 배우이며, 대한민국의 인피니트의 리드래퍼, 서브보컬, 메인댄서를 맡았었다. 前 멤버로, 인피니트 활동 당시 호야라는 예명을 사용하였고, 솔로가수로 활동할 때에도 'HOYA(호야)'라고 그대로 예명을 사용하고 있다. 호야는 어릴 때부터 자신의 별명이었다.

## 학력
- 토월초등학교 (졸업)
- 신월중학교 (졸업)
- 고등학교 졸업학력 검정고시 (합격)
- 아현산업정보학교 사진영상과 (졸업)
- 대경대학교 실용음악과 (졸업)
- 호서대학교 실용음악과 (졸업)

## 생애
이호원은 1991년 3월 28일 대한민국 부산직할시 북구 구포동에서 태어났으나. 경상남도 창원시 성산구 사파동으로 이사하여 학창시절을 창원에서 보냈다. 태권도 3단의 선수였으나 도 대회 출전당시 상대편 선수에게 당한 부상의 충격으로 태권도를 그만두었다. 데뷔 전 댄스팀 'BK(Black Korean)', '2 o'clock' 소속으로 활동하였었으며 2008 제2기 JYP 공개오디션 본선에 참가번호 24번으로 참가하였었다. 2009년 Mnet 《슈퍼스타K》에 참가하여 3차예선까지 합격하였으나 탈락하였다.

## 음반
| 앨범 정보                                | 트랙 리스트 |
| ---------------------------------------- | --- |
| 《Fly High》 - 발매일 : 2013년 1월 11일  | 1. Victorious Way 2. Special Girl (Feat. Bumkey) 3. 니가 없을 때 (Feat. Zion T) 4. 못 해 (Feat. 개코) 5. Fly High (Feat. 베이비소울)                                                               |
| 《Fly Again》 - 발매일 : 2015년 1월 26일 | 1. Fly Again (Feat. IT) 2. 예뻐 3. 어디 안 가 (Feat. 양다일) 4. 부딪쳐 (Feat. 류수정) 5. 바빠서 Sorry (Feat. 스윙스, 샴페인) 6. 지킬 앤 하이드 (Feat. 태완) 7. 니가 미치지 않고서야 (Feat. 산체스) |
| 《Shower》 - 발매일: 2018년 3월 28일     | 1. Shower (Intro) 2. ANGEL 3. All Eyes On Me 4. 점 5. 한숨 6. 춤 (Outro) |
| 《BABY U》 - 발매일: 2018년 9월 12일     | 1. BABY U (Feat. 한해 HANHAE) |

### 그 외
- 테이스티 싱글 2집 "Spectacular" MAMAMA 공동작사
- 에릭남 "Ooh Ohh" 우우(Ooh Ooh) 피처링
- 헨리 미니 앨범 2집 "Fantastic" Need You Now 피처링

## 음반 외 활동

### 방송
| 방송사          | 장르   | 프로그램명                    | 방송 기간                          | 역할                      | 비고                            |
| --------------- | ------ | ----------------------------- | ---------------------------------- | ------------------------- | ------------------------------- |
| tvN             | 드라마 | 《응답하라 1997》             | 2012년 7월 24일 ~ 2012년 9월 18일  | 강준희 역                 | [ 5 ]                           |
| KBS2            | 예능   | 《세대공감 토요일》           | 2013년 2월 16일                    |                           |                                 |
| tvN             | 드라마 | 《응답하라 1994》             | 2013년 12월 13일                   | 강준희 역                 | 특별출연                        |
| KBS2            | 예능   | 《우리동네 예체능》           | 2014년 3월 4일 ~ 2014년 4월 15일   |                           |                                 |
| SBS             | 드라마 | 《내겐 너무 사랑스러운 그녀》 | 2014년 9월 17일 ~ 2014년 11월 6일  | 강래헌 역                 |                                 |
| SBS             | 드라마 | 《가면》                      | 2015년 5월 27일 ~ 2015년 7월 30일  | 변지혁 역                 |                                 |
| KBS1            | 방송   | 《나의 아버지》               | 2016년 5월 4일 ~ 2016년 5월 15일   |                           |                                 |
| Mnet            | 예능   | 《힛 더 스테이지》            | 2016년 7월 27일 ~ 2016년 8월 17일  |                           |                                 |
| SBS             | 드라마 | 《초인가족》                  | 2017년 2월 20일 ~ 2017년 7월 3일   | 이귀남 역                 |                                 |
| MBC             | 드라마 | 《자체발광 오피스》           | 2017년 3월 15일 ~ 2017년 5월 4일   | 장강호 역                 |                                 |
| MBC             | 드라마 | 《투깝스》                    | 2017년 11월 27일 ~ 2018년 1월 16일 | 독고성혁 역               |                                 |
| MBC             | 예능   | 《미스터리 음악쇼 복면가왕》  | 2018년 4월 15일 ~ 2018년 4월 22일  | 너 종치고 싶냐? 편종선생! | 75차 경연 참가자 (2라운드 진출) |
| iHQ DRAMA & MBN | 드라마 | 《마성의 기쁨》               | 2018년 9월 5일 ~ 2018년 10월 25일  | 성기준 역                 |                                 |
| KBS2            | 예능   | 《댄싱하이》                  | 2018년 9월 7일 ~ 2018년 10월 26일  | 호야 팀 코치              |                                 |
| SBS             | 드라마 | 《힙합왕 - 나스나길》         | 2019년 8월 9일 ~ 2019년 9월 13일   | 방영백 역                 |                                 |
| Mnet            | 예능   | 《비 엠비셔스》               | 2022년 5월 24일 ~ 2022년 5월 31일  | 참가자                    |                                 |
| 채널A           | 드라마 | 《체크인 한양》               | 2024년 12월 21일 ~                 | 김명호 역                 |                                 |

### 영화
- 《히야》 (2016년) - 이진호 역
- 《서울괴담》 (2022년) - 충재 역
- 《탄생》 (2022년) - 최양업 역
- 《천국은 없다》 (2025년) - 우식 역

### 뮤지컬
- 《모래시계》 (2017년) - 재희 역

### 뮤직비디오
| 연도   | 월   | 곡 제목              | 재생 시간 | 관련음반                              |
| ------ | ---- | -------------------- | --------- | ------------------------------------- |
| 2013년 | 1월  | Special Girl         | 4:16      | 인피니트H 미니앨범 'Fly High'         |
| 2013년 | 1월  | 니가 없을 때         | 3:29      | 인피니트H 미니앨범 'Fly High'         |
| 2013년 | 7월  | BAAAM                | 3:59      | 다이나믹 듀오 미니앨범 'LUCKYNUMBERS' |
| 2013년 | 8월  | MAMAMA               | 2:39      | 테이스티 미니앨범 'Spectrum'          |
| 2013년 | 9월  | 사랑했었다면         | 4:53      | 지아, 이해리 싱글 '사랑했었다면'      |
| 2014년 | 4월  | Ooh Ooh              | 3:24      | 에릭남 싱글 'Ooh Ooh'                 |
| 2015년 | 1월  | 예뻐                 | 4:06      | 인피니트H 미니앨범 'Fly Again'        |
| 2015년 | 4월  | 니가 미치지 않고서야 | 3:33      | 인피니트H 미니앨범 'Fly Again'        |
| 2015년 | 10월 | Ah-Choo              | 3:42      | 러블리즈 미니앨범 'Lovelyz8'          |
| 2018년 | 3월  | Angel                | 3:39      | 호야 선공개곡 'Angel'                 |
| 2018년 | 3월  | All Eyes On Me       | 3:22      | 호야 미니앨범 'Shower'                |
| 2018년 | 9월  | BABY U               | 3:09      | 호야 디지털 싱글 'BABY U'             |

### 홍보대사
- 2011년 - 2011~2014 교복 엘리트 광고모델
- 2012년 - 2012 의류 브랜드 EDIQ 광고모델
- 2012년 - 2012 유니세프 We are Strong 홍보대사
- 2012년 - 2012 통신사 SKT '하면서 한다' 광고모델
- 2012년 - 2012 부산 롯데호텔 홍보모델
- 2012년 - 2012 삼성 갤럭시 플레이어 5.8 광고모델
- 2013년 - 2013 삼성 갤럭시 노트3, 갤럭시 기어 브랜드송
- 2013년 - 2013~2015 롯데 펩시 광고모델
- 2013년 - 2013 롯데 나뚜루팝 광고모델
- 2015년 - 2015 KBEE 한류 상품 박람회 홍보대사
- 2015년 - 2015 캐릭터 라인선싱 페어 홍보대사
- 2016년 - 2016~ 홍대 아만티 호텔 홍보모델
- 2023년 - 2023 부산광역시 시민 안전보험 홍보대사

### 캠페인
- 유니세프(UNICEF) 생일기부 캠페인[6]

## 수상 및 후보
| 연도 | 시상식            | 부문        | 작품            | 결과 |
| ---- | ----------------- | ----------- | --------------- | ---- |
| 2016 | 제36회 황금촬영상 | 신인남우상  | 히야            | 수상 |
| 2017 | MBC 연기대상      | 남자 신인상 | 자체발광 오피스 | 후보 |